# إيزابيل غارسيس
إيزابيل غارسيس (بالإسبانية: Isabel Garcés)‏ هي ممثلة إسبانية، ولدت في 28 يناير 1901 بمدريد في إسبانيا، وتوفيت بنفس المكان في 3 فبراير 1981.

## وصلات خارجية
- إيزابيل غارسيس على موقع IMDb (الإنجليزية)
- إيزابيل غارسيس على موقع قاعدة بيانات الفيلم (الإنجليزية)